# Karting
Karting, sport kartingowy – dziedzina sportu motorowego, wyścigi gokartów rozgrywane na specjalnych torach o nawierzchni bitumicznej, w różnych klasach w zależności od wieku kierowcy i pojemności skokowej silnika. W Polsce, jak i w większości krajów Europy, karting można uprawiać wyczynowo już po ukończeniu ośmiu lat. Jeśli chce się wziąć udział w zawodach, należy wówczas zgłosić się do wybranego klubu, gdzie należy uzyskać licencję zawodnika sportu kartingowego, a po dołączeniu badań lekarskich oraz świadectwa kwalifikacji można wystartować w zawodach.
Początki tego sportu datuje się na drugą połowę lat 50., a jego inicjatorami byli amerykańscy piloci, którzy wykorzystując elementy samolotów (fragmenty konstrukcji, kół), zaczęli wytwarzać próbne pojazdy. Pierwsze zawody kartingowe odbyły się 1959 w USA. W roku 1961 rozegrano pierwsze mistrzostwa świata, a w 1968 mistrzostwa Europy. W 1962 powołano w Paryżu Międzynarodową Komisję Kartingową, działającą przy Międzynarodowej Federacji Samochodowej.
Pierwsze zawody kartingowe w Polsce odbyły się w 1960 w Częstochowie, a pierwsze mistrzostwa Polski rozegrano w 1967. Od sezonu 2009 wszystkie rozgrywki pucharowe w Polsce rozgrywane są w cyklu „Briggs & Stratton Karting Sport”.